# Friedensbiwak

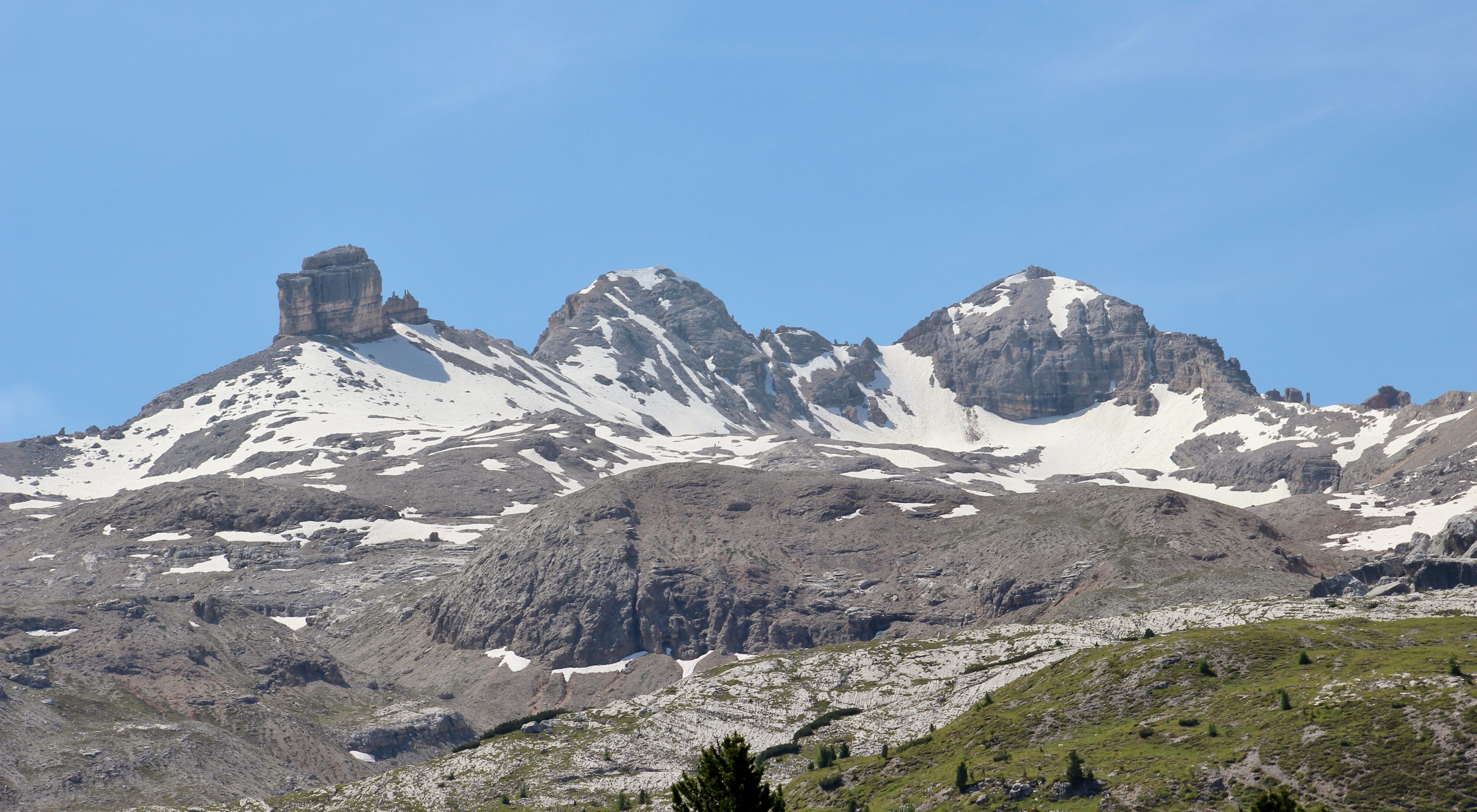
Der linke Berg ist der Monte Castello, an dessen linker Flanke oberhalb vom Geröllfeld das Friedensbiwak liegt.

Das Friedensbiwak (italienisch Bivacco della Pace) ist eine unbewirtschaftete, vom Alpenverein Südtirol (AVS) betreute Biwakschachtel am Fuße des Monte Castello in einfacher Holzbauweise. Direkt angrenzend kann man noch zerfallene österreichisch-ungarische Stellungen des Gebirgskriegs bzw. Ersten Weltkrieges erkennen. Von der Rückseite des Monte Castello (nur wenige Meter entfernt) kann man Marmolata, Sellagruppe und die direkt daneben liegenden Tofane sehen.

## Geschichte
Ursprünglich war die Hütte eine Baracke aus dem Ersten Weltkrieg, welche durch den Hüttenwirt der Faneshütte und Gleichgesinnte zur Capanna Monte Castello ausgebaut wurde. Nachdem die Hütte 1962 durch Brandstiftung zerstört worden war, wurde 1974 die Hütte durch das Friedensbiwak ersetzt. 2015 besorgten die AVS-Sektion Mareo und Freiwillige eine gründliche Renovierung.

## Zustieg
Von der Fanesalm (2102 m) über die kleine Fanesalm, 790 hm, 2:30 h (auch als Skitour möglich).

## Nachbarhütten
- Lavarellahütte
- Faneshütte

## Karten und Literatur
- Tabacco Blatt 03 Cortina d’Ampezzo e Dolomiti Ampezzane, 1:25.000, ISBN 978-88-8315-003-6.[3]
- Martin Niedrist: Das Friedensbiwak. In: Berge erleben – Das Magazin des Alpenvereins Südtirol. Nr. 4, 2020, S. 52–53.
- Pit Kübler: Biwak am Monte Castello saniert. In: Berge erleben – Das Magazin des Alpenvereins Südtirol. Nr. 3, 2017, S. 70–71.